# بنيامين بهادري
بنيامين بهادري مغني إيراني من فناني موسيقى البوب الإيرانية مواليد 9 سبتمبر عام 1982، البومة"85" حقق نجاح تجاري هائل داخل إيران وبين المغتربين في الخارج، له أيضا بعض الأغاني الدينية ولكنها حازت على نجاح أقل تجاريا ، اقام سلسلة من الحفلات الموسيقية الناجحة في عام 2008 في أمريكا الشمالية.

## روابط خارجية
- بنيامين بهادري على موقع IMDb (الإنجليزية)
- بنيامين بهادري على موقع ميوزك برينز (الإنجليزية)
- بنيامين بهادري على موقع أول ميوزيك (الإنجليزية)
- بنيامين بهادري على موقع ديسكوغز (الإنجليزية)